# AFC Women's Futsal Championship 2015
Il Campionato asiatico di calcio a 5 femminile 2015 (ufficialmente AFC Women's Futsal Championship 2015) è stata la 1ª edizione del torneo. La competizione è iniziata il 21 settembre 2016 per finire il 26 dello stesso mese.

## Fase a gironi

### Gruppo A
| Squadra    | P.ti | G | V | N | P | GF | GS | DR  |
| ---------- | ---- | - | - | - | - | -- | -- | --- |
| Iran       | 9    | 3 | 3 | 0 | 0 | 19 | 3  | +16 |
| Malaysia   | 6    | 3 | 2 | 0 | 1 | 15 | 9  | +6  |
| Hong Kong  | 1    | 3 | 0 | 1 | 2 | 4  | 13 | -9  |
| Uzbekistan | 1    | 3 | 0 | 1 | 2 | 8  | 21 | -13 |

### Gruppo B
| Squadra    | P.ti | G | V | N | P | GF | GS | DR |
| ---------- | ---- | - | - | - | - | -- | -- | -- |
| Giappone   | 9    | 3 | 3 | 0 | 0 | 14 | 5  | +9 |
| Thailandia | 6    | 3 | 2 | 0 | 1 | 7  | 5  | +2 |
| Cina       | 3    | 3 | 1 | 0 | 2 | 5  | 12 | -7 |
| Vietnam    | 0    | 3 | 0 | 0 | 3 | 5  | 9  | -6 |

## Fase a eliminazione diretta

### Tabellone
|  | Semifinali | Semifinali | Semifinali |          |      | Finale          | Finale          | Finale          |  |
|  |            |            |            |          |      |                 |                 |                 |  |
|  | Iran       | Iran       | 1          |          |      |                 |                 |                 |  |
|  | Iran       | Iran       | 1          |          |      |                 |                 |                 |  |
|  | Thailandia | Thailandia | 0          |          |      |                 |                 |                 |  |
|  | Thailandia | Thailandia | 0          |          | Iran | Iran            | 1               |                 |  |
|  |            |            |            |          | Iran | Iran            | 1               |                 |  |
|  |            |            | Giappone   | Giappone | 0    |                 |                 |                 |  |
|  | Giappone   | Giappone   | Giappone   | Giappone | 0    | 8               |                 |                 |  |
|  | Giappone   | Giappone   |            |          |      | 8               |                 |                 |  |
|  | Malaysia   | Malaysia   | 1          |          |      | Finale 3º posto | Finale 3º posto | Finale 3º posto |  |
|  | Malaysia   | Malaysia   | 1          |          |      |                 |                 |                 |  |
|  |            |            |            |          |      |                 |                 |                 |  |
|  |            |            |            |          |      | Thailandia      | Thailandia      | 4               |  |
|  |            |            |            |          |      | Thailandia      | Thailandia      | 4               |  |
|  |            |            |            |          |      | Malaysia        | Malaysia        | 1               |  |

## Campione
IRAN
(1º titolo)

## Classifica marcatrici
Solo i goal segnati nella fase finale del torneo sono conteggiati.
7 goal
- Chikage Kichibayashi
- Farahiyah Ridzuan

6 goal
- Fereshteh Karimi

5 goal
- Sara Shirbeigi

4 goal
- Makhliyo Sarikova

## Premi
| Premio             | Giocatrice        |
| ------------------ | ----------------- |
| Miglior giocatrice | Fereshteh Karimi  |
| Miglior marcatrice | Farahiyah Ridzuan |